# Werner Graf von Bassewitz-Levetzow
Werner Henning-Friedrich Ernst Graf von Bassewitz-Levetzow (* 7. Juni 1894 in Bristow; † 20. August 1964 in Gestorf) war ein Gutsbesitzer und während des Zweiten Weltkriegs als Kapitän zur See mit der Führung der 2. Marine-Infanterie-Division beauftragt.

## Leben

### Familie
Werner von Bassewitz-Levetzow entstammte der alten mecklenburgischen Familie von Bassewitz. Seine Eltern waren Graf Carl von Bassewitz-Levetzow und Gräfin Margarete von der Schulenburg. Eine Schwester war Ina Marie, die Frau des Prinzen Oskar von Preußen. Verheiratet war er mit Elisabeth von Knebel Doeberitz, mit der er vier Kinder hatte. Elisabeth war zuvor mit seinem Bruder Gerd (1890–1915) verheiratet. Von seinem Vater erbte er die 1122 ha großen altmärkischen Güter Kläden und Darnewitz im Kreis Stendal, die er bis zur Enteignung 1945 besaß. Werner und Elisabeth waren Mitglieder in der Landesabteilung Magdeburg der Deutschen Adelsgenossenschaft. 1930 wurde er in den Johanniterorden aufgenommen. Er gehörte der Genossenschaft der Provinz Sachsen an, seit 1948 als Rechtsritter und war kurzzeitig wohl stellvertretender Kommendator.

### Werdegang
Erster Weltkrieg
Bei Ausbruch des Ersten Weltkriegs trat Bassewitz als Freiwilliger am 2. August 1914 in die Preußische Armee ein und war gegen Kriegsende, ausgezeichnet mit beiden Klassen des Eisernen Kreuzes, Oberleutnant im 1. Garde-Dragoner-Regiment „Königin Viktoria von Großbritannien und Irland“.
Zwischenkriegszeit
Von 1930 bis 1934 diente Bassewitz im Grenzschutz Ost. Ab Juni 1935 nahm er als Reserveoffizier an Reserveübungen der Wehrmacht teil und am 20. September 1935 wurde er zum Hauptmann der Reserve befördert. Am 1. April 1937 wurde er zum Infanterie-Regiment 96 und am 1. November 1937 als Chef der 11. Kompanie zum Infanterie-Regiment 94 versetzt.
Zweiter Weltkrieg
Am 28. August 1939 wurde ihm, im Zuge der Allgemeinen Mobilmachung, das Kommando über das I. Bataillon dieses Regiments übertragen. In dieser Dienststellung nahm er am Überfall auf Polen und am Frankreichfeldzug teil. Am 8. November 1940 wurde er zum Major, erhielt am 23. Juli 1942 das Deutsche Kreuz in Gold und avancierte am 11. September 1942 zum Oberstleutnant der Reserve. Am 1. Dezember 1942 wurde er zum Kommandeur des Grenadier-Regiments 96 ernannt, aber dieser Befehl wurde bereits fünf Tage später wieder aufgehoben und Bassewitz bis zum 8. Februar 1943 auf Urlaub geschickt. Am 15. Februar 1943 erhielt er dann dieses Kommando endgültig und kämpfte mit ihm im Verband der 32. Infanterie-Division (Generalleutnant Wilhelm Wegener), die im Frontbogen um Newel in Nordwestrussland eingesetzt war. Am 9. Juni 1943 erfolgte seine Beförderung zum Oberst der Reserve. Am 10. April 1944 wurde Bassewitz in die Führerreserve des OKH versetzt und in Erholungsurlaub geschickt.
Am 7. August 1944 übernahm er erneut das Kommando über das Grenadier-Regiment 96. In den schweren Kämpfen der 32. Infanterie-Division, jetzt unter Generalleutnant Hans Boeckh-Behrens, vom 13. bis zum 28. August bei Saliniecki, südlich von Trusli und im Raum Berzini im Baltikum, bei denen alle weiteren sowjetischen Durchbruchsversuche abgewehrt wurden, zeichneten sich Bassewitz und sein Regiment besonders aus. Für diesen Einsatz erhielt Oberst Bassewitz am 17. September 1944 das Ritterkreuz des Eisernen Kreuzes.
Bereits elf Tage später, am 28. September, wurde er während der Beurlaubung des Generalleutnants Boeckh-Behrens mit der Führung der 32. Infanterie-Division und dann vom 24. Dezember 1944 bis zum 9. Januar 1945 vertretungsweise für Generalleutnant Herbert Wagner mit der der 132. Infanterie-Division, die im Verband des I. Armee-Korps bei Kolpino im Kurland-Kessel eingeschlossen kämpfte, beauftragt. Am 1. Februar 1945 erfolgte seine erneute Versetzung in die Führerreserve und die gleichzeitige Kommandierung zum 17. Divisionsführer-Lehrgang.
Am 10. April 1945 trat er vom Heer zur Kriegsmarine über und wurde, mit dem Dienstgrad als Kapitän zur See, als Nachfolger des am 8. April gefallenen Vizeadmirals Ernst Scheurlen mit der Führung der 2. Marine-Infanterie-Division beauftragt. Dieser Großverband, der in großer Hast im März bei Glückstadt und Itzehoe aus verfügbarem Marinepersonal zusammengestellt worden war, verfügte über nahezu keinerlei schweren Waffen. Die Division befand sich ab 7. April 1945 im Aller-Abschnitt zwischen Verden und Walsrode im Einsatz, Teile im Raum Nienburg. Hier wurde sie in schwere und verlustreiche Abwehrkämpfe an der Aller zwischen Verden und Rethem sowie im Brückenkopf Essel-Schwarmstedt verwickelt. Nach Rückzugskämpfen ab dem 15. April 1945 befand sich die Division, mit nur noch rund 3000 ihrer ursprünglich fast 13.000 Mann, am 20. April 1945 im Raum südlich Bremen, setzte sich ab in den Raum Cuxhaven und dann am 28. April über die Elbe nach Meldorf, und kämpfte in den letzten Kriegstagen im Raum Albersdorf und Hemmingstedt. Die Reste der Division, nur noch wenige hundert Mann, ergaben sich am 6. Mai den britischen Truppen und wurden im Internierungsraum Eiderstedt, Abschnitt B (= Kreis Norderdithmarschen), interniert.